# المتحف الوطني للزخرفة والمنمنات وفن الخط بالجزائر
المتحف الوطني للزخرفة والمنمنمات وفن الخط (المعروف اختصارا باللاتينية ب MNEMC) هو متحف في الجزائر يقع في القصبة السفلى لمدينة الجزائر العاصمة، في قصر مصطفى باشا التاريخي الذي يعود تاريخ بناءه إلى القرن الثامن عشر.

## تاريخ المتحف
تم الانتهاء من بناء القصر عام 1799 لصالح مصطفى باشا، الذي كان داي الجزائر من سنة 1798 إلى سنة 1805. ثم أصبح القصر مقرا للمكتبة الوطنية الجزائرية ومتحف الآثار خلال فترة الاحتلال الفرنسي من عام 1863 حتى عام 1948. ومنذ عام 1949 حتى استقلال الجزائر، تداول على السكن فيه عدد من الشخصيات الفرنسية. في عام 1963، استرجعت الدولة الجزائرية الملكية على المبنى الذي ظل مغلقًا لسنوات عديدة.

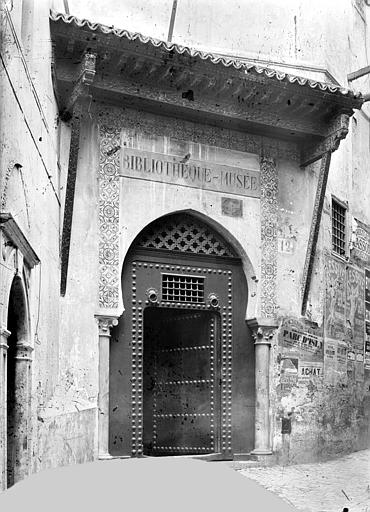
أخذت الصورة عام 1905 عندما كان المتحف متحفًا للمكتبة.

في عام 2007، أصبح القصر متحفا وطنيا للزخرفة والمنمنمات وفن الخط، وقد تم إنشاء هذا الأخير بموجب المرسوم التنفيذي رقم 07-19 المؤرخ يوم 16 يناير 2007 (الجريدة الرسمية رقم 5 بتاريخ 17 يناير 2007)، ومهماته الرئيسية هي استعادة وترميم وحفظ واقتناء القطع الفنية والمجموعات في مجالات الزخرفة والمنمنمات وفن الخط.

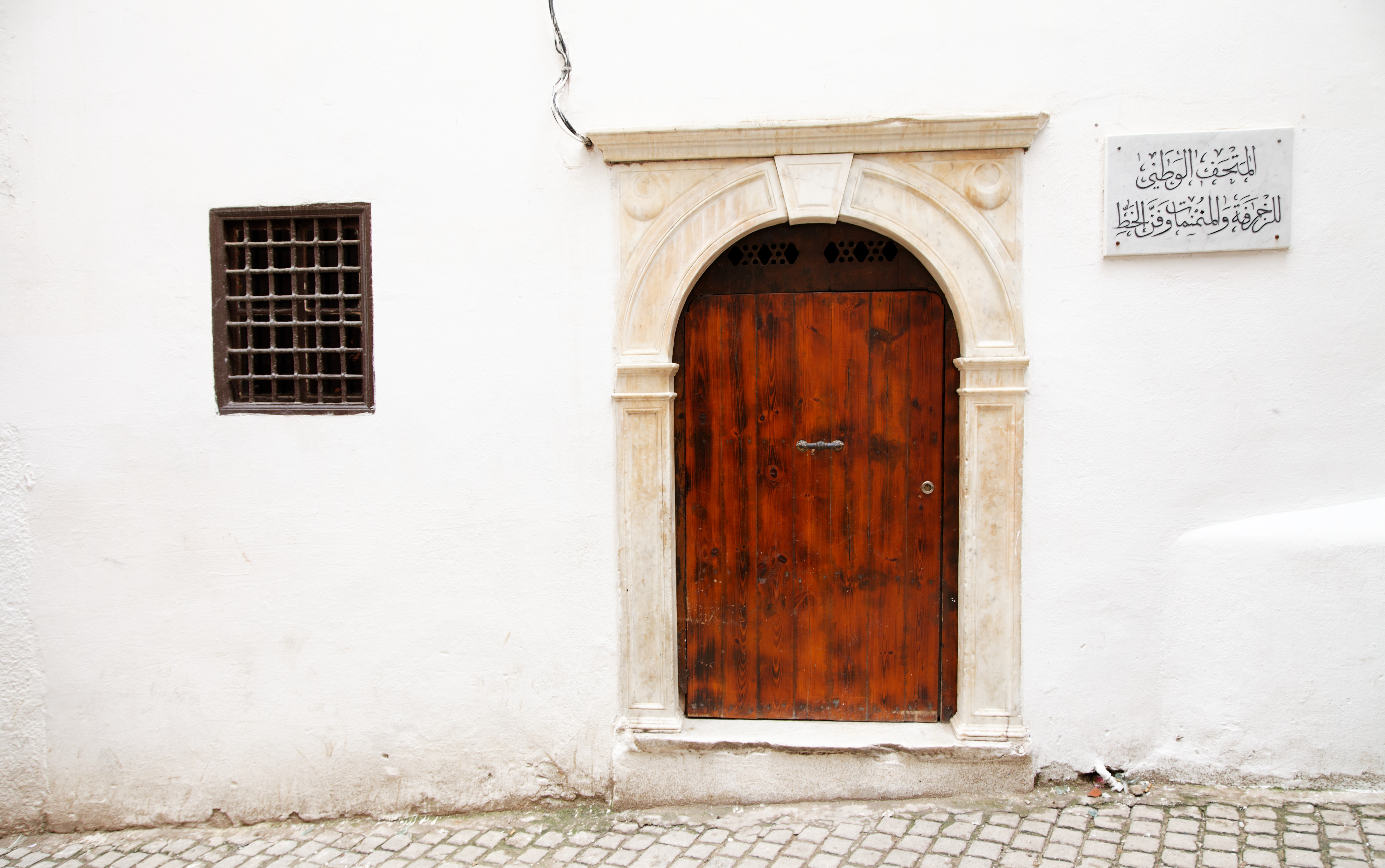
أحد ابواب المتحف.

## مهام المتحف
تتمثل مهمة المتحف في تعزيز البحث والإبداع من خلال إعداد برامج وأنشطة مختلفة تهدف إلى تعميق معرفة الزوار بالزخرفة والمنمنمات والخط. كما يعمل على تنظيم برامج وورش عمل تثقيفية لرفع الوعي الثقافي لدى الأجيال الشابة. ويقدم لأطفال المدارس بشكل خاص والجمهور بشكل عام مجموعة متنوعة من الأنشطة بالإضافة إلى الزيارات التقليدية.
بالإضافة إلى مخزونه الخاص، يتبع المتحف سياسة اقتناء سواء عبر المشتريات أو التبرعات.

## المجموعات التي يمتكلها المتحف
يحتوي المتحف على مجموعة كبيرة من فن الخط والمنمنمات والزخارف لفنانين جزائريين. كما أنه يجمع أعمالاً من جميع أنحاء العالم، من اليابان والعالم الإسلامي. تمثل هذه المجموعة رحلة إلى عالم الخط العربي والمنمنمات والزخرفة في الجزائر وحول العالم، من خلال فنانين ميزوا تاريخ هذه الفنون. نرى الأهمية الأولية لهذه الفنون في التعبير المرئي والصلات بين الماضي والحاضر وبين التقاليد والحداثة. تحتل الفنون الإسلامية مكانة مهمة من خلال اللوحات والقطع المعروضة في المتحف.
يبدأ تاريخ المنمنمة الجزائرية بمحمد راسم وشقيقه عمر راسم حيث يضم المتحف عددا كبيرًا من القطع الفنية لهذين الفنانين. كما توجد أعمال لفنانين كبار من بينهم مصطفى أدجاووت، علي مشتة، ابوبكر صحراوي، سيد أحمد بن تونس، طاهر مخداني، سعيد بوعرور، محمد تمام، إسماعيل سمسوم، علي علي خوجة، بشير يلس، محيي الدين بوطالب، زكريا مرسلي، علي كربوش، محمد كشكول، مصطفى بن دباغ وعبد الرحمن ساحولي، محمد حميمونة ومحمد رانم وغيرهم ممن ميزوا فن الخط والمنمنمات. كما أن هناك أعمال عميد الخطاطين الجزائريين محمد بن سعيد الشريفي. تخرج معظم هؤلاء الفنانين من المدرسة العليا للفنون الجميلة في الجزائر العاصمة.
في عام 2012، تلقى المتحف تبرعًا بـ 75 لوحة من الرسامين والخطاطين الجزائريين والأجانب، بمن فيهم الإيرانيون والأتراك. عُرضت اللوحات في العديد من المهرجانات الثقافية الدولية لفن الخط والمنمنمات التي نظمت في الجزائر العاصمة خلال الفترة من 2009 إلى 2012.

## المعارض
- في عام 2007، وكجزء من تظاهرة الجزائر عاصمة الثقافة العربية، نظم المتحف معرضًا بعنوان «المنمنمات والزخرفة في العالم العربي الإسلامي»، ضم مجموعة من اللوحات التي رسمها أساتذة الزخرفة الجزائريون ومنهم الإخوة محمد راسم وعمر راسم ومحمد تمّام ومحمد كشكول ومصطفى بن دباغ وعبد الرحمن سحولي ومحمد حميمونة ومحمد رانم وآخرين.[10]
- في 2009، نظم المتحف بالتعاون مع السفارة التركية في الجزائر معرضا لفنانين تركيين هما مونيفر اوسير وسيتكي اولسار.[11]
- في 2009 أيضا، نظم المتحف مهرجانين دوليين، الأول مخصص لفن الخط والثاني مخصص لفن الزخرفة والمنمنات.[12][13]
- في عام 2010، استضاف المتحف معرضًا للخطاط الجزائري محمود طالب، الذي طور منهجًا معاصرًا جدًا للخط العربي بتأثيرات فارسية.[12]
- في عام 2016، نظم المتحف معرضا تكريما للمزخرف الجزائري مصطفى بن الدباغ بعنوان «المعلم وتخصصاته». عُرضت أعمال فنية ولوحات للفنان تمثل فن الأرابيسك والمنمنات والفن الزخرفي الإسلامي. وشهد هذا الحدث مشاركة 18 من فناني وخطاطي الجزائر الذين ساهموا في إثراء هذا المعرض.[13]
- في عام 2019، نظم المتحف معرض جماعي اسمه «سحر وبهجة المنمنات الجزائرية»، حيث تم عرض أعمال المنمنات والزخرفة لحوالي عشرين فنان.[14]

## مدراء المتحف المتعاقبون
- مصطفى بلكحلة (2007-2016)
- سمير دندان (2016-2020) [11]
- هجيرة ركاب (2020-) [15]

## انظر كذلك

### بيبليوغرافيا
- فن المنمنمات والإضاءة (الجزائر العاصمة عاصمة الثقافة العربية 2007) المتحف الوطني للزخرفة والمنمنمات والخط العربي 2007، 245 صفحة عربي - فرنسي - إنجليزي.
- الجزائر، فن الخط والزخرفة والمنمنمات ، زكي بوزيد، 2018، 340 صفحة، فرنسي.